# チュウチュウバンバン
『チュウチュウバンバン』は、1970年3月17日公開の『東映まんがまつり』で上映された、東映動画製作の短編アニメ。カラー。25分。

## 概要
前年（1969年）公開の『ひとりぼっち』に続く、東映動画と日本産業映画センターの製作による短編作品。カーマニアのネズミ5匹が自動車の運転勉強をしている内に、銀行ギャングの事件に巻き込まれ、最後はギャングの車を警察まで運んだ事で大手柄を立てる、交通安全キャンペーンを兼ねたPR作品。
トヨタ自動車販売が企画を担当し、前年公開の『長靴をはいた猫』（『ひとりぼっち』の同時上映作）の山元護久と矢吹公郎が、それぞれ脚本と演出を手掛けている。またオープニングとエンディングは実写合成になっている。
2021年現在映像ソフト化はされていない（単独は元より「復刻!東映まんがまつり」でも）が、16mmフィルムに再編集し全国の公共施設に貸し出され、「上映会」という形で公開される。

## 声の出演
- ブン：滝口順平
- 博士：松島みのり
- ドラゴロウ：大竹宏
- バックミュラー：坂本新兵

## スタッフ
- 製作：日本産業映画センター、東映動画
- 企画：トヨタ自動車販売
- 脚本：山元護久
- 演出：矢吹公郎
- 美術：辻忠直
- 背景：伊藤岩光、山口俊和
- 作画監督：窪詔之
- 作画：熊田勇、吉田忠勝
- 撮影：高橋宏固
- 録音：小西進
- 音響効果：原尚
- 編集：古村均
- 記録：多野田文恵
- 演出助手：山吉康夫
- 製作進行：豊島勝義

## 同時上映
| 作品名                                    | 原作                     | 声の出演                                       | 備考       |
| ----------------------------------------- | ------------------------ | ---------------------------------------------- | ---------- |
| ちびっ子レミと名犬カピ                    | エクトール・アンリ・マロ | 朝井ゆかり、フランキー堺、市原悦子             | 劇場用新作 |
| ひみつのアッコちゃん バンザイ! ペットくん | 赤塚不二夫               | 太田淑子、白川澄子、大竹宏、千々松幸子         |            |
| タイガーマスク                            | 梶原一騎 辻なおき        | 富山敬、山口奈々、野沢雅子、兼本新吾、柴田秀勝 |            |